# Preparatoria 1 (estación del Metrobús)
Preparatoria 1 es una de las estaciones que forman parte del Metrobús de la Ciudad de México, es la terminal sur de la Línea 5. Se ubica al sur de la Ciudad de México, en la alcaldía Xochimilco.

## Información general
Su nombre se debe por estarse ubicada a un costado de las instalaciones de la Escuela Nacional Preparatoria 1 adscrita a la UNAM, cuyas instalaciones fueron inauguradas en esta zona en 1982, tras mudarse del Antiguo Colegio de San Ildefonso ubicada en el Centro Histórico de la Ciudad de México y que fue la primera sede de la institución de 1868 hasta 1982.
El ícono representa el escudo de la Escuela Nacional Preparatoria 1, que a la vez representa a la alcaldía Xochimilco y el acceso de una puerta o la portada de una trajinera.

## Conexiones
Existen conexiones con las paradas de diversos sistemas de transporte:
- La estación conecta con las rutas 25-A, 25-B, 25-C, 25-D de camiones concesionados.
- Algunas rutas de la Red de Transporte de Pasajeros.

## Sitios de interés
- Escuela Nacional Preparatoria 1